# Mordet i prästgården
Mordet i prästgården (eng. originaltitel The murder at the Vicarage) är en pusseldeckare av Agatha Christie, utgiven 1930. Det är första boken med Jane Marple i huvudrollen.
Det är den första romanen som handlar om Miss Marple och hennes by St. Mary Mead. Denna första titt på St. Mary Mead fick en recensent 1990 att fråga varför sådana verk beskrivs som mysiga mysterier: "Vår första glimt av St. Mary Mead, en grogrund för inbrott, imitation, äktenskapsbrott och slutligen mord. Vad är det egentligen som folk tycker är så mysigt med sådana historier?"
Karaktären hade tidigare förekommit i noveller som publicerats i tidningar, med början i december 1927. Dessa tidigare berättelser samlades i bokform i Miss Marples mysterier 1932.
Bokens dedikation lyder: "Till Rosalind". Föremålet för denna dedikation är Agatha Christies enda barn, Rosalind Hicks (1919–2004), dotter i hennes första äktenskap med Archibald Christie (1890–1962). Rosalind var elva år när boken publicerades.

## Handling
Pastor Leonard Clement, kyrkoherde i St. Mary Mead, berättar historien. Han bor med sin mycket yngre fru Griselda och hans brorson Dennis. Överste Lucius Protheroe, Clements kyrkvärd, är en förmögen, sträv man som också tjänstgör som den lokale domaren, och är allmänt illa omtyckt i byn. Vid middagen en kväll säger Clement att den som dödade Protheroe skulle göra världen en tjänst.
En dag möter Clement Protheroes fru Anne, som omfamnar Lawrence Redding, en ung gästande konstnär; Han lovar dem att inte avslöja deras affär, men råder Redding att lämna byn omedelbart. Nästa dag ska Clement träffa Protheroe för att gå igenom oegentligheter i kyrkans räkenskaper. Clement kallas till en bondgård för att besöka en döende församlingsmedlem, men får veta att mannen har tillfrisknat och att ingen egentligen frågade efter honom. När Clement återvänder hem möter han en bedrövad Redding vid porten till prästgården, och upptäcker sedan överste Protheroe död vid skrivbordet i sitt arbetsrum. Han kallar till sig doktor Haydock, som förklarar att Protheroe dödades av ett skott i bakhuvudet.
Polisen, ledd av överste Melchett och kommissarie Slack, förbryllas av flera detaljer, bland annat en lapp som Protheroe lämnat efter sig och som verkar strida mot Haydocks uppfattning om tidpunkten för dödsfallet, och några vittnen som hävdar att de har hört ett skott ute i skogen, men inget skott nära eller inne i huset. Nyheten sprids snabbt och både Lawrence Redding och Anne Protheroe erkänner mordet. Båda frikänns dock; Redding för att han insisterar på en felaktig dödstidpunkt, och Anne för att miss Marple tydligt såg att hon inte bar någon pistol. Andra misstänkta inkluderar Archer, en man som behandlades hårt av Protheroe för tjuvjakt; Mrs Lestrange, en mystisk kvinna som nyligen dök upp i byn; Dr Stone, en arkeolog som gräver ut en gravhög på Protheroes mark; och Stones unga assistent, miss Cram.
Miss Marple berättar för Clement att hon har en lista på sju möjliga misstänkta. Miss Marple ser Miss Cram bära en resväska in i skogen vid midnatt, som Clement senare hittar, tillsammans med en liten kristall av pikrinsyra. Resväskan visar sig innehålla värdefullt silver som tillhör Protheroes, och "Dr Stone" visar sig vara en bedragare, som har stulit identiteten av en riktig arkeolog och ersatt Protheroes tillhörigheter med repliker.
Reportrar kommer till byn samtidigt som andra märkliga händelser äger rum. Mrs Price Ridley får ett hotfullt telefonsamtal och Anne Protheroe upptäcker ett porträtt i ett gästrum som skurits sönder med en kniv. En polisexpert undersöker offrets anteckning och kommer fram till att överste Protheroe inte har skrivit den. Clement inspireras att hålla en mycket kraftfullare predikan än vanligt, varefter han får ett samtal från Hawes, hans sjuklige kyrkoherde, som säger att han har något att bekänna.
Clement anländer till Hawes rum och finner honom döende av en överdos. Han upptäcker den riktiga lappen som Protheroe skrev när han dödades, vilket avslöjar att Hawes var ansvarig för att ha stulit pengar från kyrkans konton. Melchett anländer och ringer Dr Haydock, men operatören kopplar honom av misstag till Miss Marple, som anländer för att se om hon kan hjälpa till.
Medan Haydock tar Hawes till ett sjukhus, förklarar Miss Marple sin teori om den verklige mördaren. Hennes sju misstänkta visar sig vara Archer; Maria, Clements tjänarinna, som hade tillfälle; Lettice Protheroe, överstens dotter, som inte stod ut med honom; Dennis, vars alibi om en tennisfest inte höll; antingen Hawes eller Clement, för att hindra översten från att undersöka kyrkans räkenskaper; eller Griselda, som visar sig ha återvänt med ett tidigare tåg dagen för mordet. Ingen av dem är dock skyldig.
Miss Marple tror att de verkliga mördarna är Lawrence Redding och Anne Protheroe. Redding var förälskad i Anne och bestämde sig för att de bara kunde vara tillsammans om han tog bort hennes man. Under förevändning att söka råd hos Clement lämnade han sin pistol i en krukväxthållare i prästgården. Han planterade sedan pikrinsyrakristallen i skogen nära prästgården och riggade den så att den exploderade och skapade ett "andra skott" som skulle förvirra alla vittnen. På kvällen ringde Redding falskt till Clement för att få ut honom ur huset, medan Anne gick förbi miss Marples hem utan handväska i åtsittande kläder för att visa att hon inte bar någon pistol. Hon hämtade pistolen (som var försedd med ljuddämpare), dödade sin man och lämnade prästgården. Redding gick då in, stal pappret som anklagade Hawes och planterade sin egen notering som förfalskade dödstidpunkten.
Båda konspiratörerna erkände brottet med uppenbara osanningar i sina berättelser, och tycktes rentvå varandra. Redding drogade Hawes och planterade överstens lapp för att få det att se ut som om Hawes begick självmord på grund av skuld. Som tur är räddar doktor Haydock livet på Hawes. Miss Marple föreslår en fälla som lurar Redding att vittna mot sig själv; han och Anne arresteras av kommissarie Slacks män.
Slutet knyter ihop alla lösa trådar. Lettice avslöjar att Mrs Lestrange är hennes mor, överste Protheroes första fru, som är dödligt sjuk. Lettice förstörde porträttet av Lestrange i Protheroes hus så att polisen inte skulle misstänka henne. De två ger sig av så att Lestrange kan tillbringa sina sista dagar med att resa runt i världen. Miss Cram visar sig inte ha känt till något om den falske Dr Stones komplott, och Griselda och Dennis erkänner att de hotat Mrs Price Ridley som ett practical joke. Griselda avslöjar att hon är gravid, vilket Miss Marple drog slutsatsen av.
Vid sidan av mordgåtans intrig tar romanen sig tid att överväga alternativa perspektiv på idén om brott. Miss Marples brorson, Raymond West, försöker lösa brottet via freudiansk psykoanalys, medan Dr Haydock uttrycker sin åsikt att kriminellt beteende är en sjukdom som snart kommer att lösas av läkare istället för polis.

## Huvudkaraktärer
- Jane Marple, en ungmö som bor i St. Mary Mead, granne med kyrkoherden. Hon är observant och känner till mänskligt beteende, och är erkänd i sin by som skarpsinnig och allmänt korrekt.
- Överste Lucius Protheroe, en förmögen man, som är kyrkvärd och lokal magistrat i St. Mary Mead och bor i Old Hall. Han har blivit döv och skriker mycket på grund av det.
- Anne Protheroe, överste Protheroes andra hustru, ung och attraktiv.
- Lettice Protheroe, överste Protheroes tonårsdotter från hans första äktenskap
- Leonard Clement, kyrkoherde i St. Mary Mead och berättare av historien, i början av 40-åren.
- Griselda Clement, kyrkoherdens unga hustru, 25 år gammal och en lycklig person.
- Dennis Clement, kyrkoherdens tonårige brorson, en del av hans hushåll.
- Mary Adams, kyrkoherdens hembiträde och kokerska. Hon sällskapar med Bill Archer.
- Gladys Cram, Dr. Stones sekreterare, arkeolog
- Mr. Hawes, pastorsadjunkt hos kyrkoherde Clement, nyanländ till församlingen. Han hade lidit av akut encefalit letargica innan han kom till St Mary Mead.
- Dr. Haydock, en läkare som bor i St. Mary Mead.
- Lawrence Redding, en målare som stred i första världskriget. Han använder en byggnad på prästgårdens fastighet som sin ateljé.
- Dr. Stone, en arkeolog som utför utgrävningar på överste Protheroes mark
- Mrs Martha Price Ridley, en änka och skvallerbytta som bor bredvid prästgården.
- Miss Amanda Hartnell, ungmö i St. Mary Mead.
- Miss Caroline Wetherby, en ungmö i St. Mary Mead som bor granne med Miss Hartnell.
- Fru Estelle Lestrange, en elegant kvinna som nyligen kommit till byn, som håller sig för sig själv.
- Raymond West, Miss Marples brorson, en författare som normalt bor i London.
- Rose och Gladdie, husa respektive kökspiga i Old Hall, överste Protheroes hus. Gladdie berättade för Redding vad hon hörde när Mrs Lestrange besökte Old Hall.
- Bill Archer, en lokal man som har fängslats med jämna mellanrum för tjuvjakt av Protheroe i sin roll som domare.
- Kommissarie Slack, den lokala polisdetektiven, som trots sitt namn är mycket aktiv och ofta aggressiv.
- Överste Melchett, polismästare i grevskapet.
- Gladys Cram, Dr Stones sekreterare, i början av tjugoårsåldern.

## Litterär betydelse och mottagande
The Times Literary Supplement den 6 november 1930 ställde de olika frågorna om vem som kunde ha dödat Protheroe och varför, och drog slutsatsen: "Som en detektivhistoria är det enda felet med den här att det är svårt att tro att den skyldige kunde döda Prothero [sic] så snabbt och tyst. De tre ritningarna över rummet, trädgården och byn visar att miss Marple, som "alltid visste varenda sak som hände och drog de värsta slutsatserna" nästan inom syn- och hörhåll. Och tre andra "skvallertanter" (beundransvärt porträtterade) fanns i de tre följande husen. Det är miss Marple som till slut upptäcker mördaren, men man kan misstänka att hon skulle ha gjort det tidigare i verkligheten.
Recensionen av romanen i The New York Times Book Review den 30 november 1930 börjar: "Den begåvade Miss Christie är långt ifrån att vara på topp i sin senaste deckare. Det kommer inte att bidra till hennes anseende på detektivlitteraturens område." Recensionen fortsatte med att säga att "det lokala systerskapet av ungmör introduceras med mycket skvaller och klick-klack. En smula av detta räcker långt, och den genomsnittlige läsaren är benägen att tröttna på alltsammans, i synnerhet på den älskvärda miss Marple, som är den främste detektiven i affären. Recensenten sammanfattade upplägget av handlingen och drog slutsatsen: "Lösningen är ett tydligt antiklimax."
H.C. O'Neill skrev i The Observer den 12 december 1930 att "här är en rättfram historia som på ett mycket angenämt sätt drar ett antal villospår över den fogliga läsarens väg. Det finns en tydlig originalitet i hennes nya utväg för att bevara hemligheten. Hon avslöjar den från början, vänder ut och in på den, bevisar tydligen att lösningen inte kan vara sann, och skapar på så sätt en atmosfär av förvirring."
I Daily Express den 16 oktober 1930 sa Harold Nicolson: "Jag har läst bättre verk av Agatha Christie, men det betyder inte att den här sista boken inte är gladare, roligare och mer förförisk än detektivromaner i allmänhet." I en kort recension daterad den 15 oktober 1930 skrev Daily Mirror: "Förvirringen är väl underbyggd."
Robert Barnard skrev sextio år senare att romanen är "Vår första glimt av St. Mary Mead, en grogrund för inbrott, imitation, äktenskapsbrott och slutligen mord. Vad är det egentligen som folk tycker är så mysigt med sådana historier? Han hade lite svårt att tro på upplösningen, men berättelsen är mer tilltalande för läsarna 1990 än för dem 1930. "Lösningen svindlar en aning, men det finns för många tillfälliga nöjen för att klaga, och den starka dosen vinäger i denna första skiss av miss Marple är mer i modern smak än anstrykningen av sirap i senare presentationer.
Christie själv skrev senare: "När jag läser Mordet i prästgården nu, är jag inte lika nöjd med den som jag var då. Den har, tycker jag, alldeles för många karaktärer, och för många sidointriger. Men huvudintrigen är i alla fall gedigen."

## Allusioner i andra romaner
Kyrkoherden och hans hustru, Leonard och Griselda Clement, som dyker upp för första gången i denna roman, fortsatte att dyka upp i Miss Marples berättelser. Noterbart är att de finns med i Liket i biblioteket (1942), tillsammans med Slack och Melchett, och 4.50 från Paddington (1957).
Karaktären Miss Marple hade tidigare förekommit i noveller som publicerades i tidningar med början i december 1927. Dessa tidigare berättelser samlades i bokform i Miss Marples mysterier 1932.

## Bearbetningar till andra medier

### Teater
Berättelsen omarbetades till en pjäs av Moie Charles och Barbara Toy 1949, som hade premiär på Playhouse Theatre den 16 december 1949. Miss Marple spelades av Barbara Mullen, som då bara var 35 år gammal.

### TV-versioner

#### Brittiska filmatiseringar
BBC filmatiserade boken den 25 december 1986 med Joan Hickson som Miss Marple, Paul Eddington som kyrkoherden och Polly Adams som Anne Protheroe. Adaptionen var i allmänhet mycket lik den ursprungliga romanen med fyra stora undantag: fällan som avslöjar mördaren ändras till att involvera ett nytt mordförsök, karaktärerna Dennis, Dr Stone och Gladys Cram togs bort, Bill Archer är närvarande i köket medan mordet äger rum, och Anne begår självmord av ånger istället för att ställas inför rätta.
Den presenterades åter i ITV-serien Agatha Christies Marple av Granada Television 2004 med Geraldine McEwan som Miss Marple, Tim McInnerny som kyrkoherden, Derek Jacobi som överste Protheroe och Janet McTeer som Anne. Denna version eliminerade karaktärerna Dr Stone och Gladys Cram och ersatte dem med den äldre franska professorn Dufosse och hans barnbarn Hélène. Andra förändringar inkluderar elimineringen av Miss Weatherby, bytet av Mrs Price-Ridleys förnamn från Martha till Marjorie, namnbytet av Bill Archer till Frank Tarrent, ändringen av det falska pistolskottet till ett skott med ett dubbelpipigt hagelgevär, och tillägget av en intrig där översten stal 10 000 franc från den franska motståndsrörelsen, vilket ledde till att en agent avled. Två stora avvikelser från boken är skildringen av Miss Marple som Annes nära vän och tillägget av en serie tillbakablickar till december 1915, när en yngre Miss Marple (spelad av Julie Cox) var engagerad i en kärleksaffär med en gift soldat.
I båda versionerna är kyrkoherdens roll reducerad och han deltar inte i utredningen eftersom hans närvaro som berättare var onödig i en filmad version.

#### Fransk version
Romanen anpassades 2016 som ett avsnitt av den franska tv-serien Les Petits Meurtres d'Agatha Christie.

### Radioversion
Boken anpassades för radio av Michael Bakewell, med June Whitfield som Miss Marple, Francis Matthews som pastor Leonard Clement och Imelda Staunton som Griselda Clement. Denna adaption sändes första gången av BBC 1993.

### Serieromansversion
Mordet i prästgården släpptes av HarperCollins som en serieroman den 20 maj 2008, anpassad och illustrerad av "Norma" (Norbert Morandière) (ISBN 0-00-727460-2). Detta var en översättning från den utgåva som först publicerades i Frankrike av Emmanuel Proust éditions 2005 under titeln L'Affaire Prothéroe.